# Le tombe di Atuan
Le tombe di Atuan (The Tombs of Atuan) è un romanzo fantasy della scrittrice statunitense Ursula K. Le Guin pubblicato sulla rivista Worlds of Fantasy nel 1970 e l'anno successivo dalla casa editrice Atheneum. È stato tradotto in italiano da Roberta Rambelli per Editrice Nord nel 1980. 
Il romanzo prosegue la storia del mago Ged cominciata ne Il mago di Eartsea.

## Trama
Lasciato di ritorno all'arcipelago dopo la lotta con l'ombra, Ged, si trova a proseguire nel suo viaggio che lo porterà ad acquistare poteri e conoscenze sempre maggiori. La meta sono le inospitali terre dei Kargad, un popolo bellicoso estraneo ai commerci ed ai traffici dell'arcipelago, dove la magia non è ben accetta. La destinazione di Ged sarà l'isola di Atuan, dove egli tenterà di riconquistare il frammento dell'anello di Erreth-Akbe, un mago che anni e anni prima si scontrò con i signori delle terre Kargad e dovette ritirarsi perdendo parte del suo amuleto.
Su queste isole avverrà l'incontro con Tenar, somma sacerdotessa degli innominabili, gli spiriti della terra e del buio, coloro che esistevano prima di ogni altra cosa e che sono venerati dal popolo Karg come le divinità maggiori.
Tenar, giovane sacerdotessa è in realtà quasi la protagonista indiscussa del libro che si articola nella descrizione della sua vita, del suo cammino per diventare sacerdotessa ed infine del suo incontro con Ged, mago proveniente dalle sconosciute isole dell'arcipelago, con le quali i rapporti sono pochi e gelidi. Ged appare come una novità che infrange l'equilibrio della vita di Tenar, scandita da solitudine, rituali, danze e sacrifici agli antichi spiriti della terra che riposano presso il posto delle tombe.